# ベルナト・ダスクロット
ベルナト・ダスクロット（カタルーニャ語: Bernat Desclot, スペイン語: Bernard Desclot : ベルナルド・デスクロット, 生没年不明）は、アラゴン＝カタルーニャ連合王国の編年史家。カタルーニャ語で執筆した。

## 作品

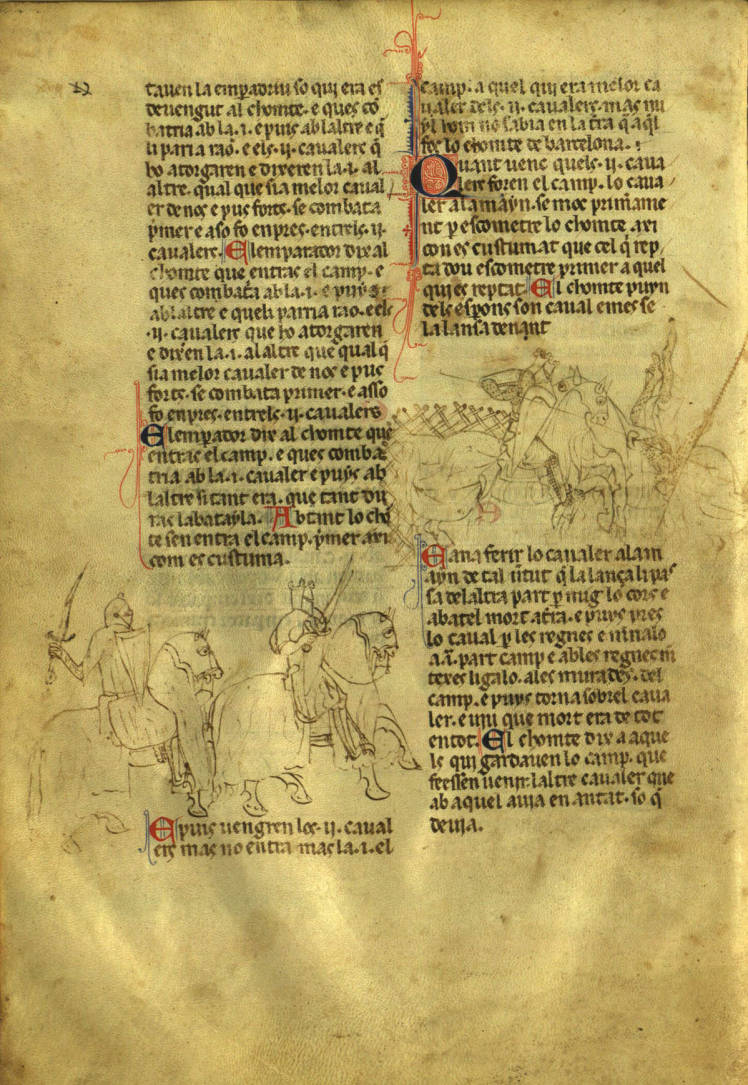
ダスクロットによる年代記

ベルナト自身の経歴はいっさい知られていない。ベルナトの年代記は11世紀にはじまるが、特にペドロ3世の短い治世（1276年-1285年）を対象としており、4つある「カタルーニャの偉大な年代記」(Catalan Grand Chronicles)のひとつとされている。現代の歴史学者はベルナトの年代記を通じて、アラゴン十字軍などの、13世紀から14世紀のアラゴン連合王国（カタルーニャ君主国）における軍事的・政治的な事柄を知ることができる。
ベルナトの作品のモデルはロマンス文学であり、ペドロ3世の弟のマヨルカ王ジャウメ2世が城内の排水溝を通ってペルピニャンの要塞から脱出する場面など、中心的な登場人物の芝居じみた独白やぞくぞくするエピソードで味付けされている。
1928年にはフランク・リンレイ・クリッチロウ(F.L.Critchlow)がプリンストン大学出版会から『Chronicle of the Reign of King Peter III of Aragon, 1276-85』を出版しているが、これはベルナトの年代記の中のペドロ3世に関する部分の翻訳である。